# Friedel Schirmer
Pour les articles homonymes, voir Schirmer.
Friedel Schirmer, né le 20 mars 1926 à Stadthagen et mort le 28 novembre 2014 dans la même ville, est un athlète et homme politique allemand.
Il est huitième du décathlon aux Jeux olympiques d'été de 1952 à Helsinki ; il est lors de ces Jeux porte-drapeau de la délégation allemande. Il termine septième du décathlon des championnats d'Europe d'athlétisme 1954 à Berne. Membre du Parti social-démocrate d'Allemagne, il est député au Bundestag de 1969 à 1983.